# Memoriale della Shoah
Das Memoriale della Shoah ist eine Gedenkstätte für die jüdischen Opfer des Nationalsozialismus in Mailand und befindet sich im Bahnhof Milano Centrale.

## Geschichte, Aufbau
Die Gedenkstätte geht auf ein Projekt von 2002 zurück und wurde unter anderem mit Hilfe des Centro di Documentazione Ebraica Contemporanea (CDEC) errichtet. Das Memorial ist jenen Frauen, Männern und Kindern jüdischer Herkunft gewidmet, die vom San-Vittore-Gefängnis in Mailand über den Bahnhof Milano Centrale in die Konzentrations- und Vernichtungslager im Osten deportiert wurden. Die Gedenkstätte erstreckt sich über 7.060 m², großteils ebenerdig (unter den Bahnsteigen des Bahnhofs), und wurde von der Fondazione Memoriale della Shoah di Milano unter Leitung von Ferruccio de Bortoli im Hauptbahnhof von Mailand errichtet. Teil des Memorials ist der unterirdische Bahnsteig 21, von dem die Deportationen ins Durchgangslager Fossoli und das Durchgangslager Bozen sowie anschließend in das Vernichtungslager Auschwitz-Birkenau erfolgten. Dieser Bahnsteig wurde ursprünglich als Postverladestation genutzt. Hier konnten die Deportationen ohne öffentliche Aufmerksamkeit abgewickelt werden. Am 30. Januar 1944 erfolgte der erste Massentransport nach Auschwitz mit 605 jüdischen Frauen, Männern und Kindern. Nur 22 von ihnen konnten überleben. Teil der Ausstellung ist ein originaler Viehwaggon, der für die Deportation genutzt wurde. Einige der Deportierten gelangten auch nach Bergen-Belsen, in das KZ Flossenbürg, das KZ Mauthausen oder das KZ Ravensbrück.
Das Memoriale della Shoah wurde am 27. Januar 2013 eröffnet. Seit dem 26. Januar 2014 ist es tageweise für die Öffentlichkeit zugänglich. Die mehrstöckige Bibliothek des CDEC wurde am 15. Juni 2022 eingeweiht.

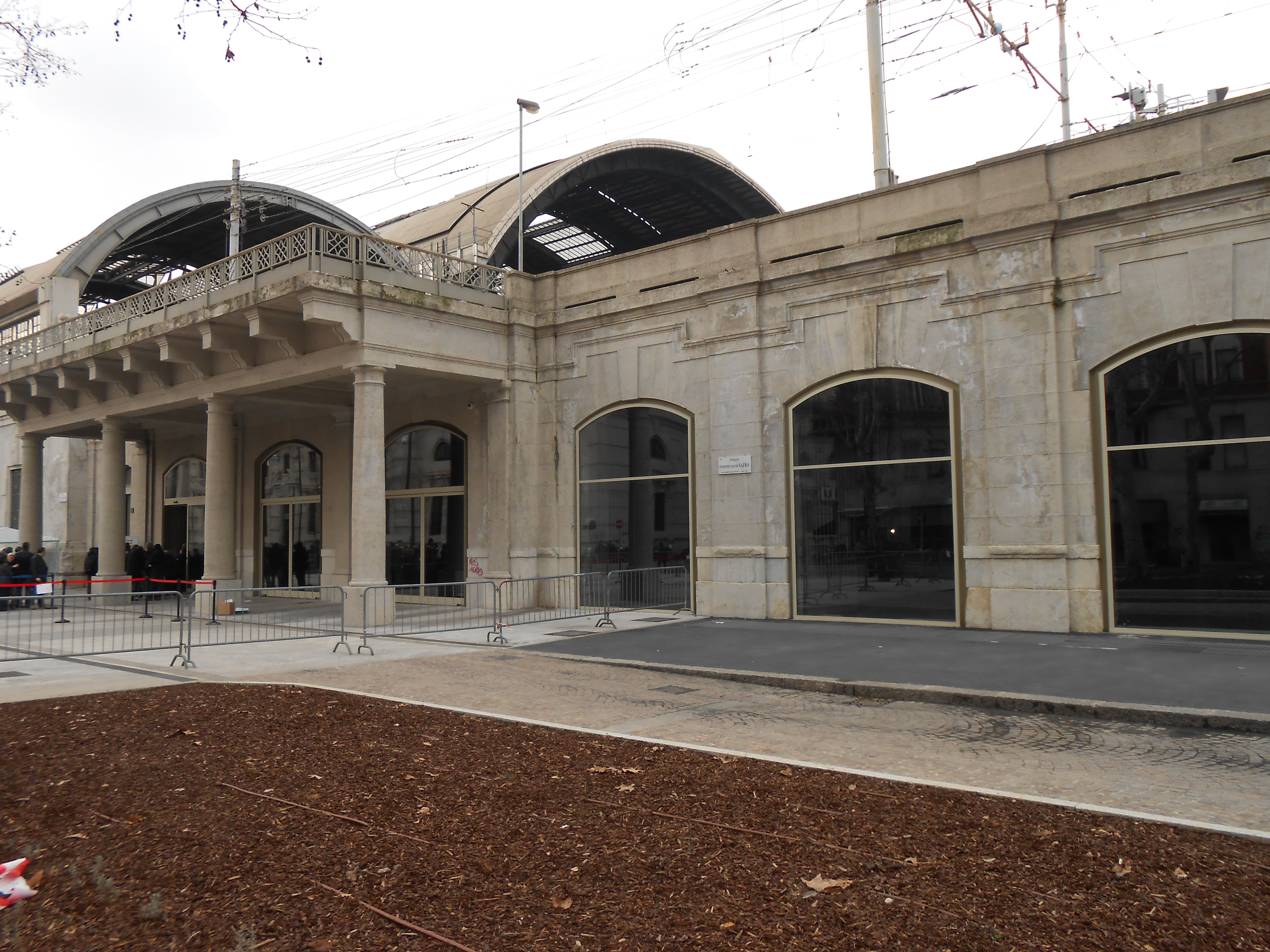
Eingang zum Memoriale
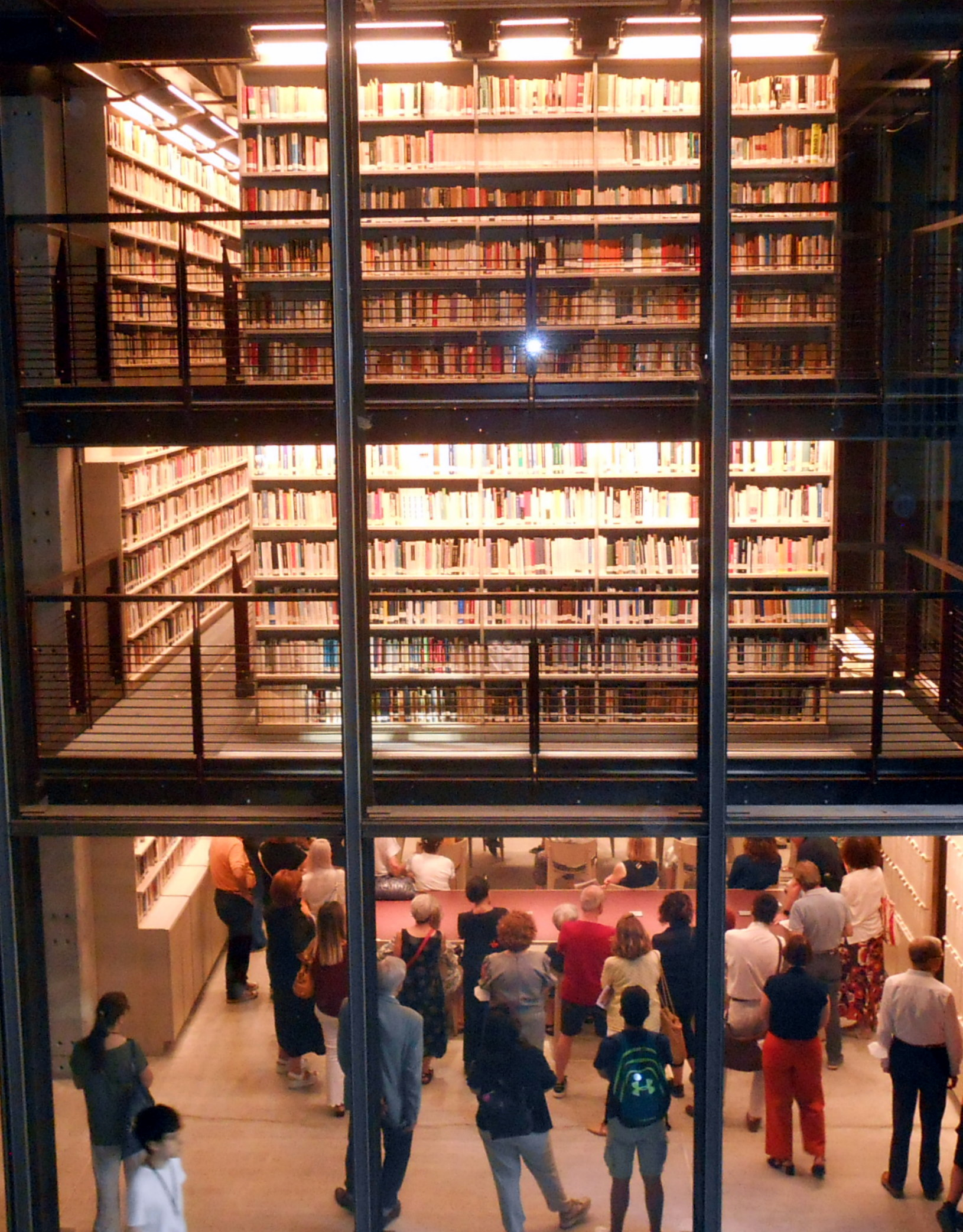
Bibliothek
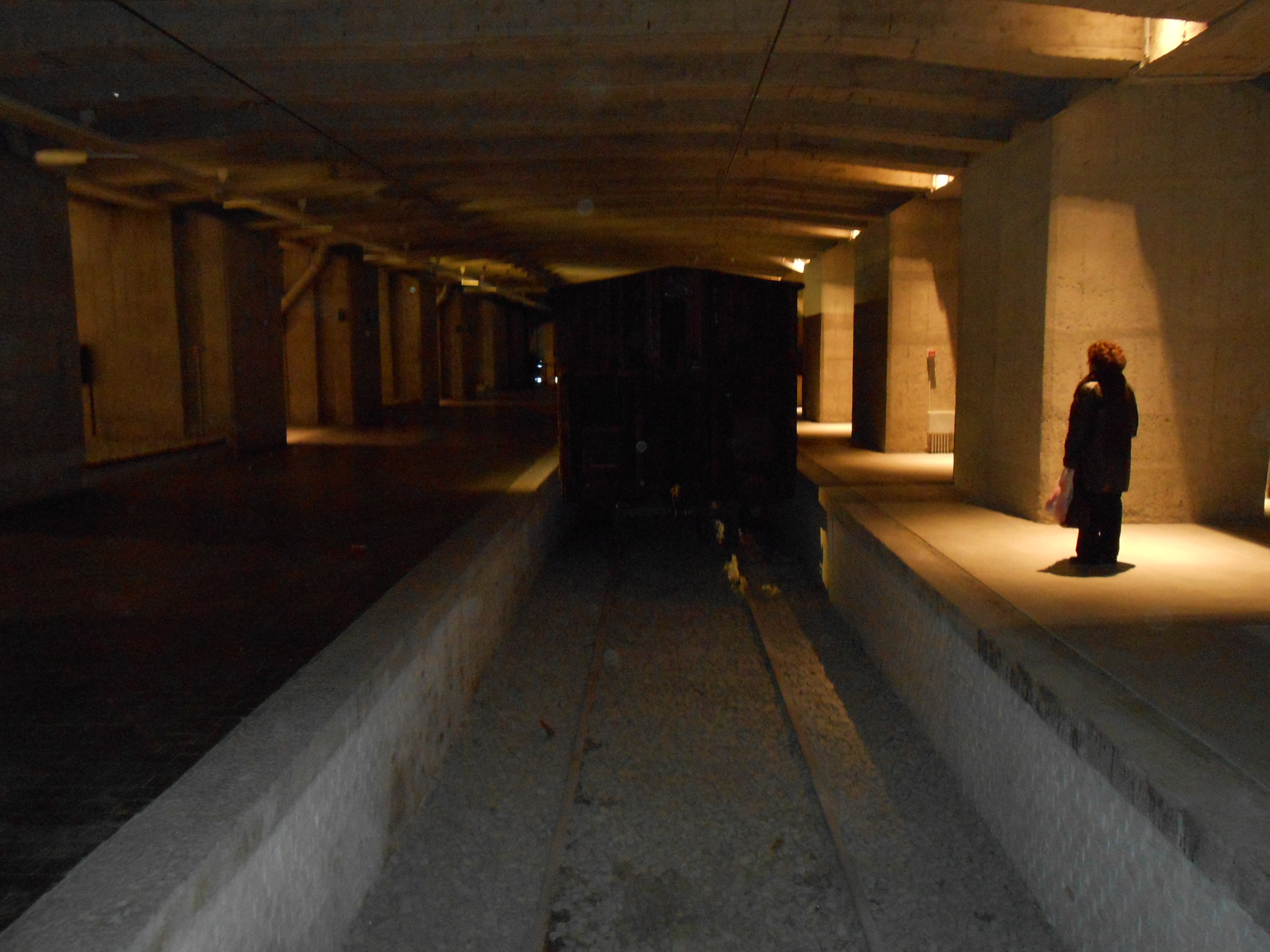
Bahnsteig 21 des Memoriale
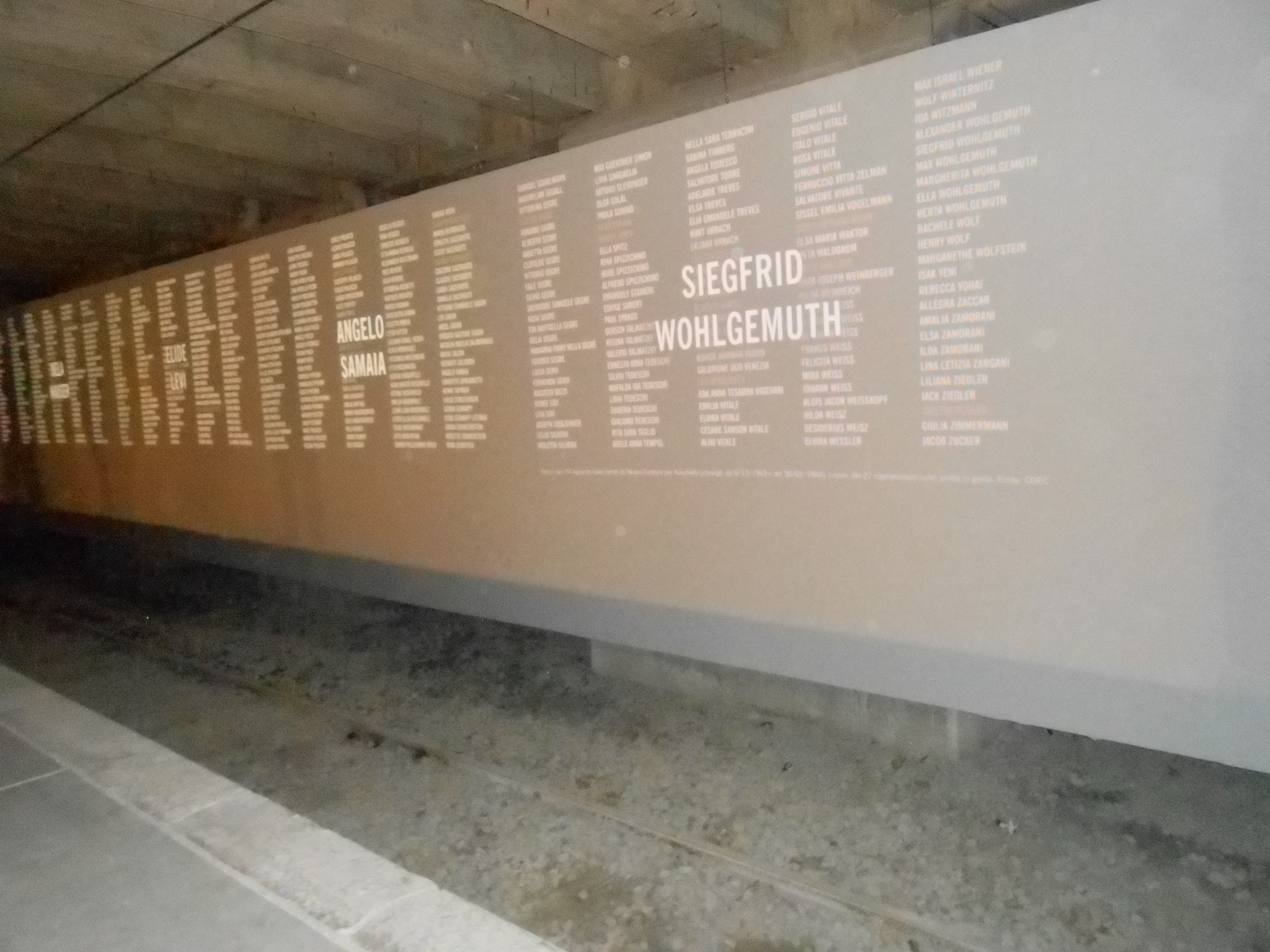
„Mauer der Namen“